# Phaxas pellucidus
Phaxas pellucidus är en musselart som först beskrevs av Thomas Pennant 1777.  Phaxas pellucidus ingår i släktet Phaxas och familjen knivmusslor. Inga underarter finns listade i Catalogue of Life.